# 茌平区
茌平区（しへい-く）は中華人民共和国山東省聊城市に位置する市轄区。2019年に茌平県より移行した。

## 行政区画
- 街道：振興街道、信発街道、温陳街道
- 鎮：楽平鋪鎮、馮官屯鎮、菜屯鎮、博平鎮、杜郎口鎮、韓屯鎮、胡屯鎮、肖家荘鎮、賈寨鎮、洪官屯鎮
- 郷：楊官屯郷